# Applied Soil Ecology
Applied Soil Ecology – recenzowane czasopismo naukowe publikujące w dziedzinie pedobiologii stosowanej. 
Tematyka pisma obejmuje badania nad ekologią organizmów glebowych w kontekście ich wpływu na produkcję rolną, obieg składników odżywczych, procesy glebowe, strukturę i żyzność gleby, a także wpływ działalności ludzkiej i organizmów obcych na ekosystemy glebowe oraz biologiczną kontrolę szkodników, chorób i chwastów zasiedlających środowiska glebowe.
W 2015 roku roczny wskaźnik cytowań czasopisma wynosił 2,670, a pięcioletni 3,103.